# Anna Brigadere

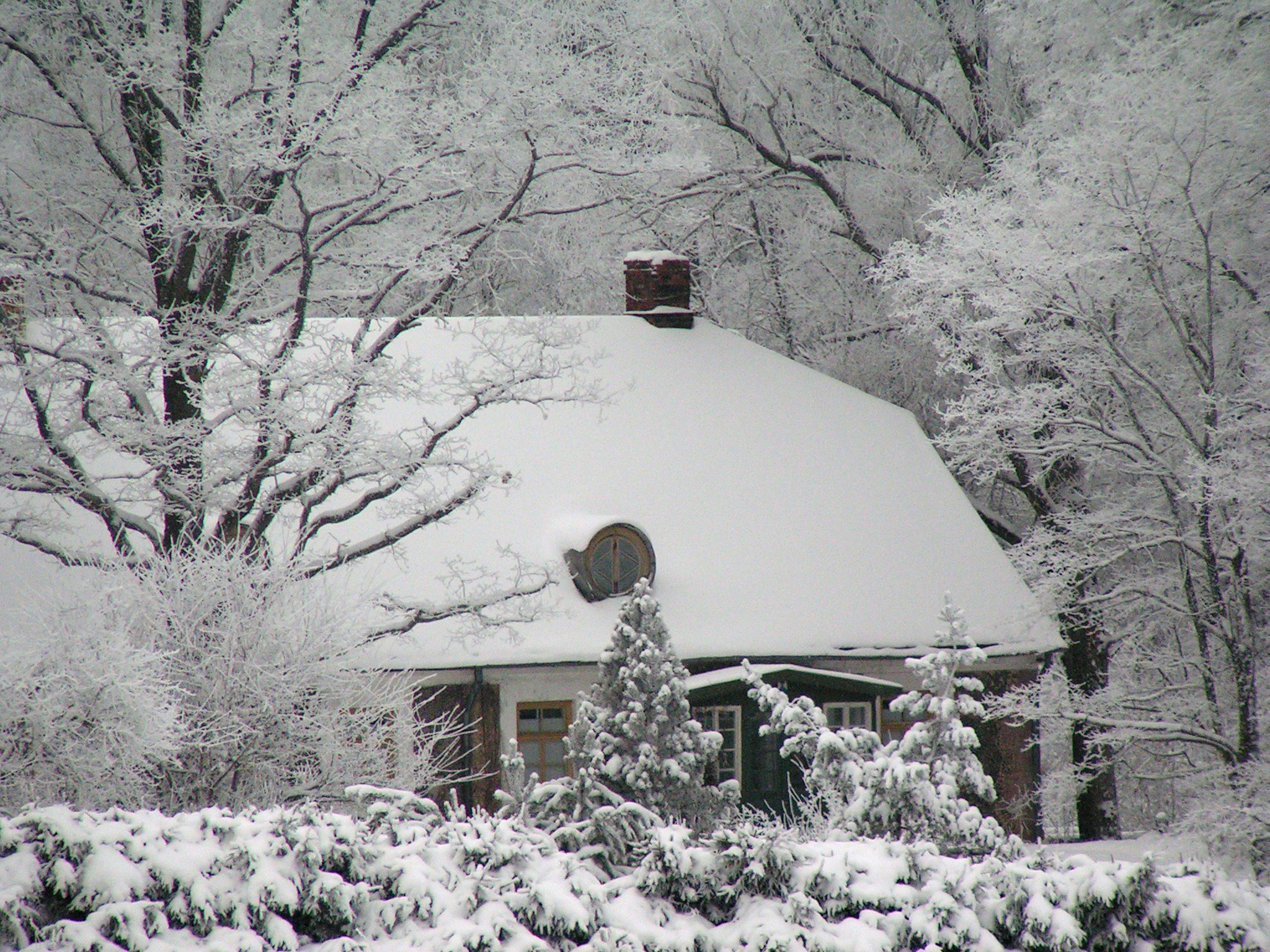
Museu Memorial Anna Brigadere Sprīdīši a Tervete, Letònia

Anna Brigadere (Zemgale, Letònia, 1 d'octubre de 1861, Tervete, Letònia – 25 de juny de 1933), fou una escriptora letona.

## Biografia
El 1882 va realitzar un curs pedagògic a Riga que li obre les portes per oferir educació a famílies nobles de Letònia. Les seves primeres narracions van ser el 1896 i la rebuda fou d'èxit. La seva joventut, tan impressionable, va donar lloc a una tetralogia biogràfica sent la primera part la més coneguda, anomenada Déu, Naturalesa i Treball (Dievs, Daba, Darbs). En aquesta obra es narra els misteris del bosc que observa una nena anomenada Anna i que molts cops és contradictori dels ensenyaments que rep dels adults. El dur treball i el refugi amb la religió són els altres elements que formarà el seu propi pensament. Des de llavors es va dedicar exclusivament a la literatura. El seu germà i marit eren artistes famosos i el viure amb ells li va oferir una relació més directa amb el món del teatre. El resultat va ser obres com La princesa Gundega (Princese Gundega), jove princesa que rebutja els enllaços matrimonials preparats pel seu pare, fins que aquest es cansa i l'entrega a un pobre lleig, coix i amb gepa anomenat Maris. Mentre la seva vida humiliada és seguir el marit pels mercats per vendre ceràmica, el país i el rei estan embruixats. Només l'enfrontament de Maris amb el bruixot allibera de l'encanteri del país arruïnat i un petó de Gundega al seu marit davant de les seves germanes fa que aquest es transformi en el rei. La Primera Guerra Mundial la portaria a emigrar cap a Moscou. El 1918 torna a Riga i continuarà la seva creació literària. El 1922 va ser consagrada com la millor representant de l'esperit nacional i com a premi rep una casa al seu poble natal Tervete a on acabarà la seva vida.

## Premios y reconocimientos
- 1913, Premio Riga Latvian Society Award.
- 1922 va ser consagrada com la millor representant de l'esperit nacional i com a premi va rebre una casa al seu poble natal, Tervete, on va viure fins a la seva mort. "Sprīdīši" casa del siglo XIX convertida póstumamente en el museo Anna Brigadere Museum Sprīdīši en su honor.[2]
- 1926, rebre l'Ordre de les Tres Estrelles de tercera classe.[3]
- 1927, Premi The Culture Fund Prize por Lolita's Magic Bird
- 1932, Premi The Culture Fund Prize por In the Harsh Winds
- El Premi Anna Brigadere es va establir el 1986 per reconèixer els treballs de la literatura letona.